# Erythemis vesiculosa
Erythemis vesiculosa е вид водно конче от семейство Libellulidae. Видът не е застрашен от изчезване.

## Разпространение
Разпространен е в Американски Вирджински острови, Аржентина (Буенос Айрес, Катамарка, Кордоба, Кориентес, Мисионес, Салта, Сан Салвадор де Хухуй, Санта Фе, Сантяго дел Естеро и Тукуман), Барбадос, Бахамски острови, Белиз, Боливия, Бонер, Бразилия (Амазонас и Рио де Жанейро), Венецуела, Гваделупа, Гватемала, Гвиана, Гренада, Доминиканска република, Еквадор (Галапагоски острови), Кайманови острови, Колумбия, Коста Рика, Куба, Кюрасао, Мартиника, Мексико (Веракрус, Гереро, Дуранго, Кампече, Кинтана Ро, Коауила де Сарагоса, Колима, Мексико, Морелос, Наярит, Оахака, Сан Луис Потоси, Синалоа, Сонора, Тамаулипас, Халиско, Чиапас и Юкатан), Никарагуа, Панама, Парагвай, Перу, Пуерто Рико, Саба, Салвадор, САЩ (Алабама, Аризона, Канзас, Колорадо, Ню Мексико, Оклахома, Тексас и Флорида), Свети Мартин, Сейнт Винсент и Гренадини, Сен Естатиус, Синт Мартен, Суринам, Тринидад и Тобаго, Френска Гвиана, Хаити, Хондурас и Ямайка.

## Описание
Популацията на вида е стабилна.